# Modgudr
Modgudr (altwestnordisch: Móðguðr) ist die Bewacherin der Jenseitsbrücke Gjallarbrú, die in das Totenreich Hel führt. Sie erfragt dort Namen und Herkunft der Reisenden.
Móðguðr wird nur in Snorri Sturlusons Gylfaginning (entstanden zwischen 1220 und 1225) im Zusammenhang mit dem Ritt von Hermodr (Hermóðr) erwähnt. Ihr Name bedeutet zorniger Kampf.